# António Francisco Ventura Pina
António Francisco Ventura Pina (6 de Setembro de 1945) foi um Governador Civil de Faro entre 5 de Abril de 2005 e 1 de Junho de 2007. Foi ainda deputado na Assembleia da República na IX Legislatura.